# Theta Carinae
Theta Carinae is een heldere ster in het sterrenbeeld Kiel. De ster is een spectroscopische dubbelster.